# Herman Gerrit Schulte Nordholt
Herman Gerrit Schulte Nordholt (10 oktober 1911 - 15 augustus 1993) was een koloniaal ambtenaar en hoogleraar culturele antropologie aan de Vrije Universiteit Amsterdam.
Hij was een broer van dichter en hoogleraar geschiedenis en cultuur van Noord-Amerika Jan Willem Schulte Nordholt en hoogleraar kunstgeschiedenis Henk Schulte Nordholt. Het gezin kende vijf broers en een zusje. Herman was getrouwd met Oetje Zielhuis en een zoon van hen is Henk Schulte Nordholt, Nederlands hoogleraar oriëntalistiek, met als specialisme Indonesiëkunde. Deze gaf in 1999 de brievenverzameling van zijn moeder uit.

## Levensloop
Na zijn middelbareschooltijd in Zwolle te hebben doorlopen studeerde Schulte Nordholt van 1930 tot 1934 Indologie aan de Universiteit Utrecht als voorbereiding op een benoeming tot rijksambtenaar in Nederlands-Indië. Toen zijn benoeming als gevolg van de Grote Depressie niet doorging studeerde hij verder in de filosofie, Islam en etnologie van Indonesië.
In 1936 werd Schulte Nordholt uitgezonden naar Nederlands-Indië waar hij een post kreeg in Sumbawa Besar. In 1938 werd hij overgeplaatst naar Oost Flores en in 1939 werd hij uiteindelijk controleur van Kefamenanu op Timor. Tijdens de Tweede Wereldoorlog werd Schulte Nordholt gedurende drie jaar gedetineerd door de Japanse bezettingsmacht. Na de bezetting keerde Schulte Nordholt in 1945 terug als ambtenaar in Timor. In 1947 keerde hij definitief terug naar Nederland.
Met zijn terugkeer in Nederland keerde Schulte Nordholt ook terug naar de universiteit. Hij studeerde Semitische talen (Arabisch en Hebreeuws) en geschiedenis aan de Vrije Universiteit Amsterdam. In 1949 onderbrak hij zijn studies tijdelijk om deel te nemen aan de rondetafelconferentie over de Nederlandse erkenning van de Republik Indonesia. Vanaf 1950 werkte hij als leraar geschiedenis aan verschillende scholen en behaalde ondertussen in 1953 zijn doctoraal diploma in dat vak. In 1960 werd hij door professor Lou Onvlee benoemd als docent aan de nieuw opgerichte afdeling Culturele Antropologie aan dezelfde universiteit. Aangemoedigd door Gottfried Wilhelm Locher en de werken van Clark E. Cunningham en Pieter Middelkoop werkte Schulte Nordholt aan een dissertatie over de politieke structuren bij de Atoni op Timor, waarop hij in 1966 promoveerde. In 1967 volgde hij Onvlee op als hoogleraar, een post die hij tot zijn pensioen in 1981 zou behouden.
- Bibliothèque nationale de France: cb118875383 (data)
- International Standard Name Identifier: 0000 0000 8407 6459
- Nederlandse Thesaurus van Auteursnamen: 068302819
- Virtual International Authority File: 305238570